# Kæmner
 Der er for få eller ingen kildehenvisninger i denne artikel, hvilket er et problem. Du kan hjælpe ved at angive troværdige kilder til de påstande, som fremføres i artiklen.

Kæmner, kæmmerer, kæmmer etc. er en ældre stillingsbetegnelse for den daglige leder af en kommunes administration. Titlen betegnede også den regnskabsansvarlige ved Øresunds Toldkammer.
Kæmner svarer omtrent til det nutidige kommunaldirektør, men da den kommunale administration tidligere var mindre, havde kæmneren i en del tilfælde ingen underordnede og var derfor den person, de fleste beboere i kommunerne kom i kontakt med, når de havde ærinde hos kommunen.
Betegnelsen stammer fra det latinske camerarius, kammermester (eller kassemester) og har været brugt synonymt med denne betegnelse, især om regnskabsføreren ved et hof. Formodentlig er udtrykket kommet via det tyske Kämmerer. Oprindeligt blev det på dansk brugt om de ansvarlige for købstædernes kassebeholdninger, men da sognekommuner blev oprettet på landet i midten af 1800-tallet, blev der også behov for kæmnere der. I forbindelsen med kommunalreformen (1970) forsvandt stillingen, men på Grønland var den i brug til indførelsen af hjemmestyret i 1979. I Sindal Kommune anvendtes titlen til 1996.
Titlen er stadig beskyttet.[kilde mangler]